# Vitjazianidae
Vitjazianidae är en familj av kräftdjur. Vitjazianidae ingår i ordningen märlkräftor, klassen storkräftor, fylumet leddjur och riket djur. Enligt Catalogue of Life omfattar familjen Vitjazianidae 2 arter. 
Kladogram enligt Catalogue of Life:
| Vitjazianidae | \| \| Vemana \| \| \| \| \| \| Vitjaziana \| \| \| \| |
|               | \| \| Vemana \| \| \| \| \| \| Vitjaziana \| \| \| \| |
|               | Vemana                                                |
|               |                                                       |
|               | Vitjaziana                                            |
|               |                                                       |